# Première Nation de Kinonjeoshtegon
La Première Nation de Kinonjeoshtegon est une bande indienne de la Première Nation ojibwée du Manitoba au Canada. Elle possède deux réserves indiennes : Jackhead 43 et Jackhead 43A. Elle est signataire du Traité 5.